# Всяка обич е песен
„Всяка обич е песен“ е единственият албум на певеца и композитор Георги Кордов (1934 – 2006), записан на компактдиск. Продуциран и издаден през 2010 г. от БНР. Песните са записани в периода 1959 – 1973 г., като не всички са от грамофонни плочи на Георги Кордов; част от тях са издадени в сборни плочи.

## Песни
| Заглавие                                               | Автор(и)                                                                        | Време |
| ------------------------------------------------------ | ------------------------------------------------------------------------------- | ----- |
| 1. „Приказка“                                          | музика: Йосиф Цанков, аранжимент: Георги Робев, текст: Веселин Ханчев           | 4:05  |
| 2. „Моя любов, прости“                                 | аранжимент: Емил Георгиев, текст: Е. Захариева                                  | 2:30  |
| 3. „Зимна песен“                                       | музика: Емил Георгиев, текст: Найден Вълчев                                     | 3:30  |
| 4. „Две хубави очи“                                    | музика: Георги Робев, аранжимент: Георги Робев, текст: Пейо Яворов              | 3:50  |
| 5. „Когато се влюбя“                                   | аранжимент: Недко Трошанов                                                      | 3:40  |
| 6. „Това е живота, Лили“                               | аранжимент: Кирил Аврамов, текст: Богомил Гудев                                 | 3:15  |
| 7. „Актрисата“                                         | музика: Жул Леви, аранжимент: Дечо Таралежков, текст: Димитър Точев             | 3:25  |
| 8. „Есен“                                              | музика: Андрей Бендерлийски, аранжимент: Развигор Попов, текст: Димитър Василев | 4:15  |
| 9. „Созополска приспивна“                              | музика: Светозар Русинов, аранжимент: Светозар Русинов, текст: Богомил Гудев    | 3:50  |
| 10. „Влюбената хармоника“                              | музика: Йосиф Цанков, текст: Димитър Точев                                      | 4:10  |
| 11. „Писмо до Пинокио“                                 | текст: Емилия Захариева                                                         | 4:15  |
| 12. „В началото на любовта“                            | музика: Георги Кордов, аранжимент: Томи Димчев, текст: Богомил Гудев            | 2:40  |
| 13. „Неделя след обед“                                 | музика: Георги Кордов, аранжимент: Развигор Попов, текст: Богомил Гудев         | 3:55  |
| 14. „Всяка обич е песен“                               | музика: Георги Кордов, аранжимент: Кирил Дончев, текст: Богомил Гудев           | 3:50  |
| 15. „Миг за другите“                                   | музика: Георги Кордов, аранжимент: Кирил Дончев, текст: Богомил Гудев           | 3:20  |
| 16. „Небето над мен“                                   | музика: Георги Кордов, аранжимент: Томи Димчев, текст: Димитър Ценов            | 4:15  |
| 17. „Малка къща сред полето“ – дует с Маргрет Николова | музика: Светозар Русинов, аранжимент: Светозар Русинов, текст: Милчо Спасов     | 3:40  |
| 18. „Мечтата“                                          | аранжимент: Людмил Георгиев, текст: Богомил Гудев                               | 3:45  |
| 19. „Не ме напускай“                                   | аранжимент: Емил Георгиев, текст: Богомил Гудев                                 | 4:20  |
| 20. „Звезден прах“                                     | аранжимент: Георги Робев, текст: Богомил Гудев                                  | 3:45  |

Съпровод: Биг бенд на БНР.